# Peire Cardenal

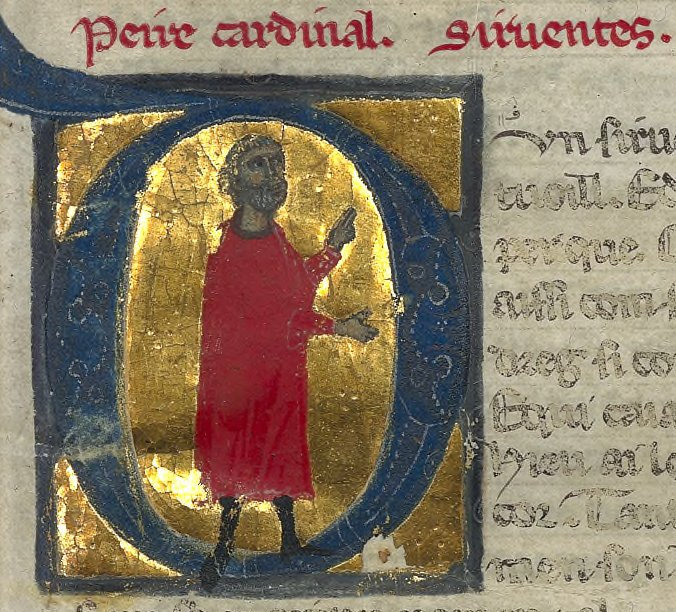
"Peire del Puei"

Peire Cardenal (hoặc Cardinal) (1180-1278) là một người hát rong (hoạt động từ năm 1204 đến năm 1272). Ông được biết đến bởi các tác phẩm sirventes mang tính chất châm biếm và sự không ưa thích giới tăng lữ. 96 đoạn của ông vẫn còn tồn tại cho đến bây giờ, một con số tác phẩm lớn hiếm hoi được lưu giữ bởi các nhà thơ cùng thời.

## Cuộc đời
Peire Cardenal sinh ra tại Le Puy-en-Velay, có vẻ ông được sinh ra trong một gia đình cao quý. Họ Cardenal đã xuất hiện trong nhiều văn bản tôn giáo trong thế kỷ 13 và thế kỷ 14. Ông được giáo dục để trở thành một giáo sĩ. Việc giáo dục đó đã định hướng ông đến với thơ trữ tình bản địa. Ông đã bỏ công việc trong nhà thờ vì "sự hư ảo của thế giới này", theo như bản vida của chính ông.
Cardenal bắt đầu công việc tại một cung điện của Raymond VI của Toulouse, người mà Cardenal tìm được sự bảo trợ. Theo một văn bản vào năm 1204, Cardenal đã trở thành một người ghi chép cho tòa án của Raymond. Ở cung điện của Raymond, Cardenal được biết đến với cái tên  Peire del Puoi hay Puei (tiếng Phápː Pierre de Puy). Trong năm 1238, ông viết một bản partimen với Aimeric de Pegulhan.
Sau đó, Cardenal đã đi chu du nhiều nơi, ông đã đến thăm các cung điện tại Auvergne, Les Baux, Foix, Rodez và Viên. Thậm chí, có thể ông đã liều mạng vào Tây Ban Nha và gặp Alfonso X của Castile cũng như Jaume I của Aragon, mặc dù ông chẳng nhắc đến trong bài thơ sau đó của mình. Trong suốt chuyến hành trình như thế, ông được đi theo bởi một đoàn người hát rong, những người được nhắc đến tên trong thơ của Cardenal. Trong những người hát rong mà Cardenal đã gặp có Aimeric de Belenoi và Raimon de Miraval. Có thể Cardenal đã gặp Daude de Pradas và Guiraut Riquier ở Rodez. Trong chuyến đi này, Cardenal chịu ảnh hưởng từ Cadenet, một người mà Cardenal đã vinh danh ông trong một tác phẩm. Và cũng có thể Cardenal cũng chịu ảnh hưởng từ Bernart de Venzac.
Cardenal là một đối thủ ghê gớm của người Pháp, giới tăng lữ và những ai theo Cuộc thập tự chinh Albigensian. Ông đã lên án "thuộc địa" của những người không theo tôn giáo có sự sắp xếp của giới tăng lữ. Dưới bàn tay của giới này, những người không theo tôn giáo sẽ "đưa thanh kiếm về phía thiên đường và biến nó thành yên ngựa". Ông miêu tả họ là những người "bảo vệ cho chính xác thịt thổi rữa của mình bằng mọi thanh gươm", nhưng lại không quan tâm có bao nhiêu kỵ sĩ đã chết trong các chiến dịch. Cardenal đã từng thúc giục Philippe III của Pháp, người kế ngai vàng của Louis X, hãy hỗ trợ cho Edward I của Anh thay vì tiến hành Cuộc thập tự chinh thứ mười trên đất Syria.
Cuối cuộc đời mình, Cardenal đã sống một cách ôn hòa tại miền nam nước Pháp. Ông qua đời ở độ tuổi cao. Nơi ông qua đời được cho là Montpellier hoặc Nimes. Nhưng đó chỉ là thông tin được đưa ra từ người viết tiểu sử Miquel de la Tor.

## Âm nhạc
3 bài hát được cho là của Cardenal còn tồn tại đến bây giờ đều tồn tại giai điệu. 2 trong số đó, một bản canso và một bản sirventes, có lẽ được sáng tác bởi những người khácː lần lượt là Guiraut de Bornelh và Raimon Jordan. Bài hát còn lại, Un sirventesc novel vuelh comensar, có thể là của Cardenal. Giống như nhiều người hát rong đương thời, Cardenal chỉ đơn thuần sáng tác các contrafacta. Số lượng giai điệu nghèo nàn được cho là của ông còn tồn tại đến bây giờ có liên hệ đến thơ ca của ông là tập các bản vida đáng ngạc nhiên của ông, "ông đã sáng tác thơ về nhiều chủ đề đẹp đẽ với các giai điệu đẹp".